# Schloßhof (Herrschaft)
Die Herrschaft Schloßhof war eine Grundherrschaft im Viertel unter dem Manhartsberg im Erzherzogtum Österreich unter der Enns, dem heutigen Niederösterreich.

## Ausdehnung
Die Herrschaft umfasste zuletzt die Ortsobrigkeit über Hof, Stopfenreuth, Witzlsdorf, Loimersdorf, Engelhartstetten und Groissenbrunn. Der Sitz der Verwaltung befand sich in Schloßhof. 

## Geschichte
Letzter Inhaber der Familienherrschaft war Kaiser Ferdinand I, als diese in den Reformen 1848/1849 aufgelöst wurde.